# Зеглуд
Зеглу́д (рос. Зеглуд) — присілок в Якшур-Бодьїнському районі Удмуртії, Росія.
Населення — 210 осіб (2010; 248 в 2002).
Національний склад (2002):
- удмурти — 92 %

## Історія
Присілок заснований 1848 року. В 1874–1896 роках в ньому працювала школа, відкрита священиком із села Старі Зятці М.Шерстенніковим.

## Урбаноніми[4]
- вулиці — Ключова, Нагірна, Польова, Радгоспна, Селищна, Центральна